# Liga Młodzieży Komunistycznej
Liga Młodzieży Komunistycznej (chin. upr. 中国共产主义青年团, chin. trad. 中國共產主義青年團, pinyin: Zhōngguó Gòngchǎnzhǔyì Qīngniántuán) – organizacja młodzieżowa Komunistycznej Partii Chin. Skupia młodych ludzi między 14 a 28 rokiem życia. Powszechnie uważana za "kuźnię kadr" KPCh.
Została utworzona w maju 1922 roku, pierwotnie pod nazwą Liga Młodzieży Socjalistycznej (中国社会主义青年团, Zhōngguó Shèhuìzhǔyì Qīngniántuán). Obecną nazwę przyjęła w 1925 roku.
Pod koniec 2006 roku Liga Młodzieży Komunistycznej skupiała ponad 73 miliony członków, z czego połowę stanowili studenci. Organizacja posiada swoje komórki na terenie wszystkich chińskich szkół wyższych, także prywatnych.

## Pierwsi sekretarze Ligi Młodzieży Komunistycznej
- Shi Cuntong 1922-1924
- Zhang Tailei 1925-1927
- Ren Bishi 1927-1928
- Guan Xiangying 1928-1949
- Feng Wenbin 1949-1953
- Hu Yaobang 1953-1978
- Han Ying 1978-1982
- Wang Zhaoguo 1982-1984
- Hu Jintao 1984-1985
- Song Defu 1985-1993
- Li Keqiang 1993-1998
- Zhou Qiang 1998-2006
- Hu Chunhua 2006-2008
- Lu Hao 2008-2013
- Qin Yizhi 2013-2017
- He Junke od 2018